# 木全翔也
木全 翔也（日语：／ Kimata Syoya，2000年4月5日—）日本男性偶像。出身于愛知縣。身高為172cm。所屬經紀公司為LAPONE娱乐。偶像團體JO1的成員之一。於2019年的實境選秀節目「PRODUCE 101 JAPAN」中，以最終投票第八名成為偶像團體JO1的成員。

## 經歷
2019年，參加選秀節目PRODUCE 101 JAPAN，在最終決賽時以第八名的成績確定出道，成為JO1的成員，團體組合將在2020年3月4日發行出道單曲，正式展開活動。

## 演出作品
- PRODUCE 101 JAPAN（2019年9月〜12月、TBS系列、GYAO!（日语：GYAO!））

### 戲劇
- 無可奈何我們的戀愛論（2023年1月19日 - 3月23日、讀賣電視台・日本電視台） - 飾演 小椋悠[2]

### 電影
- （2021年2月26日上映）單元  遠足學生[3]

### 網路戲劇
- 青春方程式Girl's Type「なにがなんだか」（2022年3月6日配信、Amazon Prime Video）- 飾演 片岡圭一[4]

### 動畫
- 群青的開場小號 - 聲音出演（南原煌成）（2022年4月-6月）[5]
- 電影 可愛巧虎島 奇蹟之島的七色康乃馨 - 聲音出演（キングボッチ）（2024年3月8日）[6]
- 成為星星的少女 - 聲音出演（工藤真司）（2024年5月10日）[7]
- 逃走中 THE GREAT MISSION - 聲音出演（デュポン）（2024年7月14日）[8]

## 外部連結
- JO1官方網站的個人資料 （页面存档备份，存于）
- PRODUCE 101 JAPAN官方網站的個人資料 （页面存档备份，存于）